# Changxing (socken i Kina, Henan)
Changxing (kinesiska: 常兴, 常兴乡) är en socken i Kina. Den ligger i provinsen Henan, i den centrala delen av landet, omkring 230 kilometer söder om provinshuvudstaden Zhengzhou. Antalet invånare är 47 510. Befolkningen består av 23 190 kvinnor och 24 320 män. Barn under 15 år utgör 25,0 %, vuxna 15-64 år 64 %, och äldre över 65 år 10,0 %.
Genomsnittlig årsnederbörd är 1 142 millimeter. Den regnigaste månaden är augusti, med i genomsnitt 255 mm nederbörd, och den torraste är januari, med 17 mm nederbörd.